# تواصل علمي

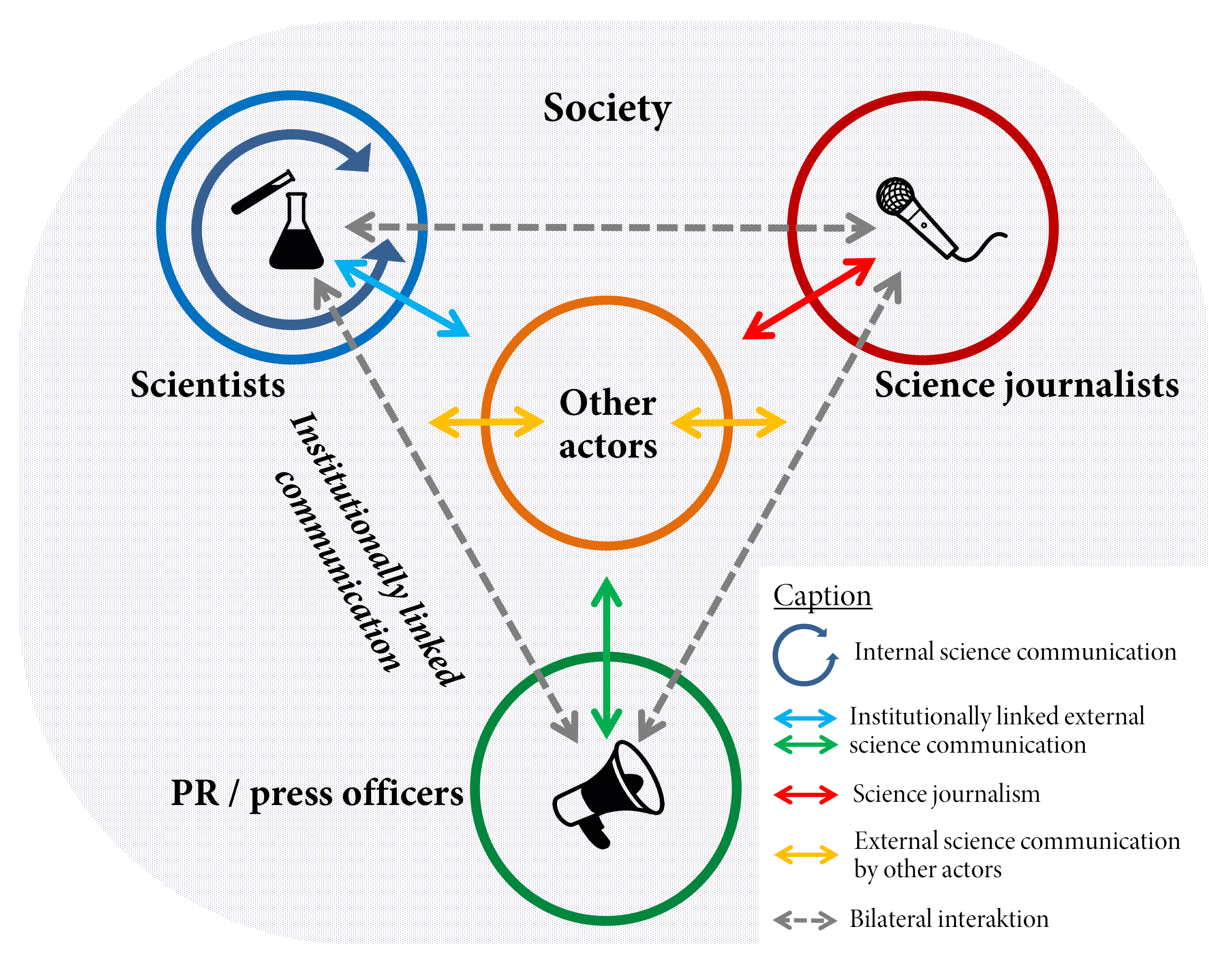

يشير مصطلح التواصل العلمي إلى الاتصالات العامة وتقديم مواضيع علمية لغير الخبراء، وهذا غالبًا يتضمن مشاركة العلماء و يسمى «التوعية» أو «التعميم»، ولكنها تطورت أيضا في المجال المهني في حد ذاته، وهي تشمل معارض العلوم والصحافة والسياسة أو الإنتاج الإعلامي، التواصل العلمي يمكن أن يهدف إلى توليد الدعم للبحث أو الدراسة العلمية، أو لاتخاذ القرار، والتي تتضمن الفكر السياسي والأخلاقي، هناك تركيز أكبر على شرح الأساليب العلمية بدلا من الاعتماد الكلي على ما توصل له العلم. معالجة المعلومات العلمية الخاطئة لها أهمية كبيرة والتي في الغالب يمكن نشرها بسهولة لأنها لا تخضع لقيود النهج العلمي. كما من الممكن استخدام وسائل الترفيه والإقناع بما في ذلك روح الدعابة ورواية القصص والاستعارات ويقوم العلماء بالتدرب على هذه الوسائل من أجل تحسين التواصل العلمي.
والتواصل العلمي (على سبيل المثال المجلات العلمية) تجعل من العلماء على تواصل ببعضهم البعض، وأيضاً التواصل مع غير العلماء. ويرجع الفضل أيضا إلى سوق التدريب المهني والتواصل العلمي الذي أدى إلى تحسين الانضباط الأكاديمي حيث أنهم استخدموا مجلات الفهم العام للعلوم وعلوم الاتصال، والباحثون في هذا المجال غالبًا ما يستعينون بالدراسات العلمية والتكنولوجيا، ولكن أيضا قد تأتي من تاريخ العلوم ودراسات وسائل الإعلام الرئيسية وعلم النفس أو علم الاجتماع. وانعكاس للنمو في هذا المجال حيث قد أنشئت الأقسام العلمية، مثل قسم التواصل العلمي الحياة في جامعة ويسكونسن-ماديسون، وقد وضعت للتركيز على قضايا الاتصالات التطبيقية والنظرية. هذا ويعتبر التواصل الزراعي مجموعة فرعية من التواصل العلمي من وجهة نظر أكاديمية ومهنية متعلقة بمعلومات عن الزراعة بين أصحاب المصلحة الزراعية وغير الزراعية. كما أن للانضباط صلة بالتواصل الصحي. حيث كتب جيفري توماس وجون ديورانت كتابا في عام 1987، تكلما فيه عن أسباب مختلفة لزيادة الفهم العام للعلوم، أو الإلمام بالقراءة والكتابة العلمية. إذا استمتع الشعب بالعلوم أكثر، ومن المفترض أن الزيادة في التمويل والتعليم التدريجي من العلماء المدربين وهذه كانت من مقترحاتهم. قد تجعل الأمة أكثر تنافسية من الناحية الاقتصادية إذا أكثرت من تدريب المهندسين والعلماء. يمكن للعلم أيضا ان ينتفع به الأفراد ويأتي ببساطة على شكل جمالي (مثل العلم الشعبي أو الخيال العلمي). اللذان يعيشان في المجتمع التكنولوجي على نحو متزايد وبسبب وجود خلفية ومعرفة علمية والتي من الممكن أن تساعدهم في المفاوضات. وعلم السعادة هو عبارة عن حقل من الممكن أن يكون له أثر مباشر في بحوث الأفراد. محو الأمية العلمية التي من الممكن أن تستفيد منها الحكومات والمجتمعات، وذلك لأن الناخبين أصحاب المعرفة يعززوا مجتمعا أكثر ديمقراطية. وعلاوة على ذلك، فالعلم يعمل على صنع القرار الأخلاقي. حيث أنه يقوم بحل أسئلة عن الحيوانات مثل إذا كانت تشعر بالألم؟ كيف يؤثر نشاط الإنسان على المناخ؟ أو حتى كيف تتأثر أخلاق العلماء المدربين؟. ويشير برنارد كوهين إلى المراجع المحتملة في تحسين المعرفة العلمية. وفي البداية يوضح الأمر قائلا: يجب علينا تجنب "الوثنية العلمية". وبعبارة أخرى، تعلم العلوم التي تسمح للشعب باحترام العلم دون الحاجة لعبادتها.
العلماء في نهاية المطاف هم من البشر، ويجب التفرقة بين فهم العلوم وامتلاك المهارات القابلة للتحويل من التفكير العلمي إلى الواقع، حيث أن العلماء المدربين لا يستطيعون دائما نقل المهارات التي تعلموها إلى المرحلة الأخرى من حياتهم. كوهين ينتقد ما يسمى «العلومية Scientism» قد ادعى بأن العلم هو الطريقة الأفضل أو الوحيدة لحل المشاكل، وينتقد أيضا تدريس «المعلومات العامة والمتنوعة» والكثير من الشكوك بأن لا أحد سيستخدم المعرفة العلمية (مثل على ذلك المسافة في السنة الضوئية من الأرض إلى النجوم المختلفة، أو أسماء المعادن)، لا سيما إذا لم يكن موضوع النقاش العام والمراجعة السياسية، وبشكل فعلي قد لا تترجم في الواقع إلى تغييرات في حياة المتعلمين. العديد من الانتقادات في البحوث الأكاديمية في الفهم العام للعلوم تأتي من العلماء أصحاب دراسات العلوم والتكنولوجيا. على سبيل المثال، عام 1990 م  ستيفن هيلجلتنار برهن على أن الرأي السائد لتعميم العلوم يميل إلى الإيحاء بوجود حدود ضيقة حول أولئك الذين يمكن أن يعبر عنهم العلم الموثوق والحقيقة. عن طريق تحديد الجمهور كمتلقين للمعرفة على نقيض العلماء كحصولهم على الهوية الخاصة بهم كخبراء. عملية التعميم هو شكل من أشكال حدود العمل. إن الفهم في التواصل العلمي قد يكون موجود بشكل واضح لربط العلماء مع بقية أفراد المجتمع ولكن وجودها يعمل فقط للتأكيد ولتعزيز قوة حدودها كما لو أن المجتمع العلمي دعا الجمهور لمشاركتهم (وفقا للعمل من قبل ماسيميانو بوشي أو براين اين). وأضاف الأحيائي راندي اولسون أن الجماعات المناهضة للعلم الدافع الأساسي لها هو تمويلها بشكل جيد ولأن حياد المنظمات العلمية في السياسة يمكن أن يؤدي إلى أزمات الفهم العام للعلوم. ويذكر أمثلة من إنكار الواقع denialism (مثال ظاهرة الاحتباس الحراري) لدعم هذا القلق. يقول الصحفي روبرت كلواش أن قصص العلماء تتنافس دائما مع جهود الناس مثل عدنان أوكطار. أوضح كلواش بأن الكتب المدرسية سهلة القراءة والرخيصة بيعت بالآلاف إلى المدارس في تركيا (على الرغم من التقاليد القوية) التي كانت نتيجة لجهود اوكطار.

## الأساليب
نشر الاحيائي البحري والمخرج راندي أولسون [الإنجليزية] في كتابة (لا تكن مثل جميع العلماء) في الكلام وقد وصف الإهمال الذي تعلق بتعليم العلماء على التواصل. وقد كتب في كتابه لزملائه العلماء ان لا يصبحوا مملين وأنهم بحاجة" للمرح". ويضيف أن العلماء هم في النهاية الأكثر مسؤولية عن تعزيز وشرح العلم إلى الجمهور ووسائل الاعلام. ويقول أولسون وينبغي أن يتم ذلك وفقا للفهم الجيد للعلوم الاجتماعية، وجب أن يستخدم العلماء وسائل الإقناع وأفعالها مثل قيل وقال. يعترف أولسون أن علماء القصص ليسوا فقط بحاجة إلى الإقناع ولكن أيضا إلى ان يكونوا دقيقين مطلعين على أحدث العلوم وبالإضافة إلى ذلك يجب أن يواجهوا التحدي. وهو يشير إلى الشخصيات مثل كارل ساجان منظم المباريات ورجع ذلك جزئيا إلى زرع صورته المحبوبة بين الجماهير. كما بدأ خطابه امام طلاب معهد كاليفورنيا للتكنولوجيا وألقى الصحافي روبرت كلواش خطابا بعنوان "قل لي قصة". يقول كلواش "إن العلماء في الواقع قد أعطوا فرص كثيرة للتكلم عن العلوم وعن اعملهم والابتعاد عن الجمهور مثل ما قال السيد إسحاق إنه يجب اغتنام مثل هذه الفرص. وقد قال يجب على العلماء مقاومة افعالهم وكلواش يشير إلى نيوتن حيث أنه فعل في كتاباته وبدلا من أخذ من الاستعارات التي هي عن طريقة فهم غاليليو. حيث أنه أضاف بان الاستعارات تصبح أكثر أهمية فقط عندما يلاقي العلم الصعوبة في الإقناع بان العلماء يقصون قصص حقيقية من الممارسة العلمية عن نجاح قصص العلماء والصراعات وبشكل عام وتساعد أناس حقيقين. وأخيرا كلواش دافع عن أهمية القيم العلمية بشكل عام ومساعدة الجمهور على فهم وجهات النظر العلمية ليس مجرد آرائهم ولكن المعرفة بشق الانفس. الممثل الآن الدا يساعد العلماء وطلبة الدكتوراه على حصولهم على راحة أكثر في التواصل مع مساعدة من متدربي الدراما (حيث انهم يستخدمون تقنيات تمثيل فيولا سبالا).

## تخيل جماهير العلوم
وقد أكد العديد من النقاد أن الفهم العام للحركة العلمية أنهم كانوا يدّعون أن الجمهور نوعا من (غير مفيد) مثل الصندوق الأسود. عما نهج للجمهور تغيرت مع الابتعاد عن مفهوم العام للعلوم، وقد قام الباحثون في العلوم الاتصال والممارسين له بتسليط الضوء لرغبتهم في الاستماع إلى غير العلماء وكذلك الاعتراف الواعي لطبيعة الوسائل المعقدة (آخر / في وقت متأخر) للهويات الاجتماعية الحديثة، وعلى أقل التقدير، الناس سوف يستخدمون صيغة الجمع: (الجماهير أو الجمهور) كمحرر للفهم العام للعلوم ووضعها في إطار الرأي العام: ولقد انتقلنا وبشكل واضح من أيام للعجز الفكري تلك. وبمساعدة من الجماهير حيث يصبح الجمهور نشط وذو معرفة ويلعب أدوار متعددة ويفضل التلقي بدلا من تشكيل العلم ومع ذلك، اينسدل Einsiedel ويشير (اينسدل Einsiedel) إلى أخذ باقتراح الجمهور على حد سواء وهي «متجانسة» على طريقتهم الخاصة؛ وكلاهما اختار للإعلان عن ما يسمى (ماهية الجمهور) ان فهم العام للعلوم سخر لجهل الجمهور وكان بدلا منه مصطلح «إشراك الجمهور مع العلم وتكنولوجيا» ومعرفة الرأي العام لأصحاب الأفكار الرومانسية ومشاركة غرائزهم وذاتية اخلاقهم أو الحكمة المشتركة البسيطة، وقد نزل مقال للكاهنة سوزانا هورنيج في عام 2009 يوجه الكلام لمتابعي العلم المعاصر ووظيفة علوم الاتصال قد تكون مساعدة لغير العلماء وذلك لشعورهم بإدراجهم الدائم وعدم استبعادهم ومن الضروري ان يتمكنوا من الانضمام إذا أرادوا استكمال حياتهم. وقد ارتبطت عملية مسح بكميات كبيرة من الرأي العام والعلوم مع الفهم العام لعلوم الحركة (وقال البعض انه غير عادل).في الولايات المتحدة جون ميلر الاسم الأكثر شهرة بهذا العمل والمعروف بالتميز بين الجماهير وتحديد «يقظ» أو «المهتم» (و هذا ما قالة مشجعي العلوم) وأولئك الذين لا يهتمون كثيرا بالعلوم والتكنولوجيا. شكك ميلر عما إذا كان الرأي العام الأمريكي يحتوي على هذي الأربع السمات التالية لمحو الامية العلمية:
- التعرف على المعرفة العلمية الحقيقية الأساسية من الكتب العلمية
- فهم المنهج العلمي.
- أعرب عن التقدير للنتائج الإيجابية للعلوم والتكنولوجيا
- رفض المعتقدات الخرافية، مثل علم التنجيم أو علم الأعداد

وفي بعض النواحي، طبق جون ديورانت في عمله لاستطلاع الجمهور البريطاني أفكارًا مشابهة لميلر. ومع ذلك قد كانوا أكثر قلقا في المواقف العلمية والتكنولوجية حول كم كان لدى الناس من معرفة. وقد نظروا أيضا إلى ثقة الجمهور في معرفتهم ونظرتهم إلى القضايا مثل الجنس وتوضع في الصناديق الموقوتة «لا اعرف». ويمكننا ان نرى جوانب هذا المنهج وافضاله الكثيرة حيث أنه بإمكانه «اشراك الجمهور مع العلوم والتكنولوجيا» له تاثير واحد وينعكس داخل الرأي العام في دراسات يوروباروميتر في الرأي العام. تم تشغيله منذ عام 1973 لمراقبة دول الأعضاء وذلك بهدف مساعدة لأعداد السياسات (وتقييم السياسات). إنهم أيضا يطلعون على عدة مواضيع وليس فقط العلوم والتكنولوجيا ولكن أيضاً قضايا الدفاع واليورو والتوسع الأوروبي.

## تحليل الإطار
يمكن تحليل التواصل العلمي من خلال تحليل الإطار، وأسلوب البحث المستخدم لتحليل كيفية فهم الناس للحالات والأنشطة. فيما يلي بعض مزايا هذا التحليل أدناه.

### المساءلة العامة
ان يضع المسؤولية على الإجراءات العامة للقيمة، على سبيل المثال، تحقيق كسب سياسي في مناقشة تغير المناخ.

### التكنولوجيا الجامحة
خلق عرض معين للتطور التكنولوجي، على سبيل المثال، صور من انفجار محطة الطاقة النووية.

### الشك العلمي
التشكيك في مصداقية النظرية العلمية، على سبيل المثال، معتبرة مدى سوء التغير العالمي للمناخ قد يكون إذا كان البشر لا يزال على قيد الحياة.

### الاستدلال
اتخاذ الناس عددا هائلا من القرارات يوميا، واخذ كل منها بطريقة متناهية ومنهجية أمر غير عملي. لذا نحن غالبا ما نستخدم اختصارات العقلية المعروفة باسم «الاستدلال» للوصول بسرعة إلى استنتاجات مقبولة. تفيرسكيوكاهنمان هو المقترح أصلا للاستدلالات الثلاثة، المذكورة أدناه، على الرغم من أن هناك العديد من العلماء الآخرين الذين ناقشوها في أبحاث لاحقة.

## الطابع التمثيلي
تستخدم لوضع افتراضات حول احتمالية تستند إلى أهميتها، على سبيل المثال، ما مدى احتمال البند (أ) هو إلى أن تكون عضوا في الفئة (ب) (هو كيم الشيف)، أو أن الحدث أدى C من عملية D (يمكن للالتتابع لعملة وقذفات H-H-T-T حدثت بشكل عشوائي).

### التوفر
تستخدم لتقدير الكيفية تكرارا أو احتمالا ويستند هذا الحدث حول السرعة ويمكن أن تستحضر أمثلة لهذا الحدث. على سبيل المثال، إذا كنت قد طلبت الاقتراب من عدد أفراد الفئة العمرية الخاصة بك التي هي حاليا في الكلية، وتقديرك هو الذي سيتأثر بكم عدد من المعارف الخاصة بك في الكلية. الإرساء والتكيف: تستخدم عند إصدار الأحكام مع الغموض. وإحدى بدء التشغيل مع عرض الإرساء، ثم تعديله للوصول إلى الافتراض. على سبيل المثال، إذا طلب منك تقدير كم من الناس سوف تأخذ د. سميث الطبقة البيولوجيا في ربيع هذا العام، قد يذكرون أن 38 طالبا استغرق الفئة في الخريف، وضبط التقدير الخاص على أساس ما إذا كانت الطبقة هي أكثر شيوعا في الربيع أو في الخريف. تأخذ جهود التواصل العلمي (الأكثر فعالية في الاعتبار) الدور الذي يلعبه الاستدلال في اتخاذ القرارات اليومية. ترتكز العديد من مبادرات التوعية على زيادة المعارف العامة فقط، ولكن الدراسات (على سبيل المثال. بروسارد آخرون) قد وجدت أن هناك القليل هذا إذا كان هناك أي ارتباط بين مستويات المعرفة والمواقف تجاه القضايا العلمية.

### المحاكاة
تستخدم مجريات الأمور المحاكاة للحكم على مدى نتائج معينة تقوم على السهولة التي يمكن أن يتصور لها نهاية معينة. يمكن أن يستخدم هذا استدلال في العديد من المهام، بما في ذلك التنبؤ (هل يمكن لفريق معين الفوز في هذه المباراة لكرة القدم) والسببية (هل جيم أكل الشريحة الأخيرة من البيتزا). تطبيق للاهتمام من هذا ارشادي هو الحال قرب يخطئ. بالنظر في المثال التالي من العالمين كانيمان وتفيرسكي: كان من المقرر أن يغادر المطار السيد كرين والسيد تيز في رحلتين مختلفتين، في نفس الوقت. سافرا من المدينة في نفس الليموزين، واقعا في ازدحام المرور، وصلا إلى المطار بعد نصف ساعة من وقت الموعد المقرر لمغادرة رحلاتهم. قال السيد كرين: إن رحلته غادرت في وقتها. قال السيد تيز: أن رحلته قد تأخرت، وغادر قبل خمس دقائق. من هو أكثر قلبا ؟ السيد كرين أو السيد تيز؟ يقول الجميع تقريبا، "السيد كرين"، لأنهم لا يستطيعون تخيل كيف السيد كرين يمكن أن ضبط رحلته بينما السيد تيز قد حققت المحملات أنه إن لم يكن لهذا المشية البطيئة، أو خط أمنية طويلة بشكل استثنائي. محاكاة الاستدلال لديها هذه القدرة على توليد الظروف، والتي يمكن استخدامها لفهم مشاعر سلبية من الإحباط، والسخط، الخ التي تنشأ عن قرب حدوث خطأ مثل هذا السيد تيز المحملات. ويشار إلى هذه المحاكاة (بكيفية احتمال وقوع الأحداث) إلى التفكير بوصفها المخالف، ويمكن استخدامها لمحاولة تحديد الظروف الفريدة أو غير العادية التي تؤدي إلى نتائج مأساوية. على سبيل المثال، الرجل الذي أطلق النار خلال عملية سطو أثناء التسوق في أحد المتاجر. أن المواضيع تمنح المزيد من الأضرار التي تلحق الرجل الذي كان يتسوق في متجر بعيدا عن منزله مما سوف تحدث للرجل الذي كان يتسوق في متجر قرب منزله أنه عادة مرة. فيما يتعلق بعمليات محاكاة الأحداث في المستقبل، ببساطة تخيلُ أحداث افتراضية يجعل الأمر يبدو أكثر احتمالا أن تحدث لهم. ويمكن تمديد هذه الظاهرة لسلوك الشخص نفسه، كما يتصور نفسه أداء أو رفض تنفيذ إجراء يسبب تغيرات في توقعاته حول سلوك واحد في المستقبل. ومن المثير للاهتمام، المحاكاة هي "أكثر عرضة لزيادة احتمال بالنظر للنتائج المحتملة ثم للحد من احتمال بالنظر للنتيجة المحتملة. وهكذا، فإن الآثار المترتبة على الأبحاث على استدلال المحاكاة هي مثيرة للاهتمام بشكل خاص عند تصميم جهود التوعية التي تهدف إلى تغيير السلوكيات، مثل زيادة نسبة إعادة التدوير أو خفض استهلاك الوجبات السريعة.

### ميلاد العلوم العامة
بينما بدأت الدراسة العلمية تظهر أصبحت وكأنها الخطاب الشعبي بعد عصر النهضة والتنوير، والعلم لا يمول على نطاق واسع أو يعرض للجمهور حتى القرن التاسع عشر. وقد تم تمويل معظم العلم قبل ذلك من قبل الأفراد تحت رعاية خاصة ودُرس في مجموعات حصرية، مثل الجمعية الملكية. ظهر العلم بشكل عام بسبب التغيير الاجتماعي التدريجي، الناتج عن صعود الطبقة الوسطى في القرن التاسع عشر. كما أن للاختراعات العلمية، مثل الحزام الناقل وقاطرة البخار دخل وتعزيز في أسلوب حياة الناس في القرن التاسع عشر، بدأت الاختراعات العلمية التي سيتم تمويلها على نطاق واسع من قبل الجامعات والمؤسسات العامة الأخرى في محاولة لزيادة البحث العلمي. وبما أن الإنجازات العلمية نافعة للمجتمع، أدى السعي وراء المعرفة العلمية في مجال العلوم كمهنة. المؤسسات العلمية، مثل الأكاديمية الوطنية للعلوم أو للجمعية البريطانية لتقديم العلوم مثل المنصات الرائدة للمناقشة العامة للعلوم. ديفيد بروستر، مؤسس الجمعية البريطانية لتقدم العلمي، ويعتقد في منشورات المنظمة من أجل التواصل بشكل فعال مع اكتشافاتهم "، حتى يتمكن الطلاب العلميين من معرفة من أين نبدأ أعمالهم. كما وصلت الاتصالات العلمية لجمهور أوسع، وذلك بسبب إضفاء الطابع المهني للعلم والأخذ به إلى المجال العام، وتكون الفائدة في زيادة مستمرة.

### وسائل الإعلام العلمي في القرن ال19
كان هناك تغيير في الإنتاج الإعلامي في القرن التاسع عشر. مثل اختراع المطبعة التي تعمل بالطاقة البخارية مكنت من طباعة المزيد من الصفحات في الساعة، مما أدى إلى كتابات أرخص. تراجعت أسعار الكتاب تدريجيا، مما أعطى الطبقات العاملة القدرة على شرائها. ولم تعد محفوظة للنخبة، عرضت الكتابات بأسعار معقولة ومفيدة متاحة لجمهور واسع. لاحظ المؤرخة أيلين فايف ذلك، كما شهد القرن التاسع عشر مجموعة من الإصلاحات الاجتماعية التي تسعى إلى تحسين حياة الذين ينتمون للطبقات العاملة، وتوفر المعرفة العامة قيما للنمو الفكري. ونتيجة لذلك، كانت هناك جهود الإصلاح لتعزيز معرفة من هم أقل تعليما. لنشر المعرفة المفيدة، قام بها هنري بروم، حاولت جمعية لعمل نظام لمحو الأمية على نطاق واسع لجميع الفئات. بالإضافة إلى ذلك، الدوريات الأسبوعية، مثل مجلة وبيني، كانت تهدف إلى تثقيف الجمهور العام على الإنجازات العلمية بطريقة شاملة. إذ أن وسعت الكتابات العلمية للجمهور، والاهتمام بالعلوم العامة قامت أيضا. نُظِّمَت «محاضرات الإرشاد» في بعض الجامعات، مثل أكسفورد وكامبريدج، مما شجع أفراد المجتمع على حضور المحاضرات. في أمريكا، وكان السفر لحضور المحاضرات شائع في القرن التاسع عشر وجذبت المئات من المشاهدين. وكانت هذه المحاضرات العامة جزءا من حركة التعليم الثانوي وأثبتت التجارب العلمية الأساسية، التي تقدم المعرفة العلمية لكل من المشاهدين المتعلمين وغير المتعلمين. لم يقف الأمر على تعميم العلوم العامة بتنوير الجمهور العام من خلال وسائل الإعلام، ولكن أيضا تعزيز التواصل داخل المجتمع العلمي. على الرغم من أن العلماء قد واصلوا الاكتشافات والإنجازات، من خلال الطباعة لعدة قرون، وانخفضت شعبية المنشورات مع مجموعة متنوعة من المواضيع . بدلا من ذلك، كانت المنشورات في المجلات في مجالات محددة حاسمة بالنسبة لمستقبل مهني ناجح في مجال العلوم في القرن التاسع عشر. ونتيجة لذلك، المجلات العلمية مثل الطبيعة أو ناشيونال جيوغرافيك تمتلك كبير من القراء، وتلقت تمويلا كبيرا في نهاية القرن التاسع عشر، حيث واصل تعميم العلم.

### الاتصال العلمي في مجال الإعلام الحديث
يمكن إيصال العلم للجمهوربعدد كبير من الطرق المختلفة. ووفقا لكارين بيولتد، وهو محاضر علوم الاتصال في جامعة لندن، يمكن تصنيف الاتصال العلمي إلى ثلاث مجموعات، (الصحافة التقليدية)، (التفاعل وجها لوجه) و (التفاعل عبر الإنترنت).

#### أولاالصحافة التقليدية
(على سبيل المثال،الصحف والمجلات والتلفزيون والراديو) في الاستفادة من الوصول إلى جمهور كبير، وهذه هي الطريقة عند معظم الناس للحصول على المعلومات بشكل منتظم حول العلم. وسائل الإعلام التقليدية هي أيضا أكثر عرضة لإنتاج المعلومات التي هي ذات جودة عالية (مكتوبة بشكل جيد أو قدم)، كما سيكون قد أُنْتِجَ من قبل الصحفيين المحترفين. الصحافة التقليدية غالبا ما تكون مسؤولة أيضا عن وضع جداول أعمال والتأثير على سياسة الحكومة. وتشمل مساوئ الصحافة التقليدية أنه فقط تأخذ المعلومة من قبل وسائل الإعلام الرئيسية، وتشاركة في عالم لم يعد لديه أي سيطرة على كيفية إيصال المعلومة، مما قد يؤدي إلى سوء الفهم والتضليل. أيضا، هذه طريقة التواصل في اتجاه واحد، لذلك يمكن أن يكون هناك حوار مع الجمهور، ويمكن في كثير من الأحيان أن تُبسط قصص العلم في نطاق حتى لا يكون هناك تركيز محدود لجمهور التيار، الذين قد لا تكون قادرة على فهم الصورة الأكبر من منظور علمي.

#### ثانياً (التفاعل وجها لوجه)
مثل المحاضرات العامة، التي تناقش العلوم و، المقاهي العلمية وعلوم المهرجانات. مزايا هذه الطريقة هي أنها أكثر شخصية ويسمح للعلماء بالتفاعل مع الجمهور، والسماح لهم أيضا بعمل حوار مع العلماء بشكل أكثر قدرة على التحكم في المحتوى باستخدام طريقة تشمل وصول العيوب المحدودة، كما يمكن أن تكون الموارد مكثفة ومكلفة، قد يكون جذب الجماهير يصب في مصلحة العلم .

#### الفئة الثالثة هي (التفاعل عبر الإنترنت)
على سبيل المثال، المواقع الالكترونية، المدونات، مشاريع ويكي والمدونة الصوتية يمكن أيضا استخدامها للاتصالات في مجال العلوم، كذلك وسائل التواصل الاجتماعي. مصادر العلوم (إجراء البحوث العلمية، كليا أو جزئيا، من قبل العلماء الهواة أو غير المهنيين) طريقة أخرى أن الإنترنت يمكن أن يستخدم لعلوم الاتصال. علوم الاتصال عبر الإنترنت لديها القدرة على الوصول إلى جمهور ضخم، يمكن أن تسمح بالتفاعل المباشر بين العلماء والجمهور، والمحتوى هو الوصول دائما ويمكن التحكم به من قبل العلماء. الاتصال عبر الإنترنت يسمح كذلك بطريقة واثنين - بطريقة الاتصال، اعتمادا على الجمهور وتفضيلات المؤلف ومع ذلك، هناك عيوب في أنه من الصعب التحكم في كيفية اختيار المحتوى من قبل الآخرين، وهناك حاجة إلى عناية منتظمة وتحديثها. أظهرت الأبحاث أن أفراد المجتمع يسعون إلى الحصول على المعلومات العلمية المسلية، ولذلك فمن المهم أن نضع هذا الجانب في الاعتبار عند إيصال المعلومات العلمية إلى الجمهور (على سبيل المثال، من خلال الجمع بين علوم الاتصال والكوميديا، مثل موقع (مهرجان الطالب المتحدث). الذي يدرس كثير من المجالات، وهناك حاجة إلى المزيد من الأبحاث لتحديد بالضبط ، ما هو تاثير التواصل العلمي من خلال الصحافة والاحداث أو عبر الإنترنت.

### الفهم العام لحركة العلم
فهم الجمهور والوعي العام للعلم ومشاركة الجمهور في العلوم والتكنولوجيا صاغ حركة تشترك فيها الحكومة والمجتمعات في أواخر القرن العشرين. خلال أواخر القرن التاسع عشر ، أصبحت موضوع العلوم مهنياَ ويتأثر باقتراح الحوكمة. قبل ذلك، كان الفهم العام للعلوم منخفض جدا في جدول الأعمال. مع ذلك ، بعض الشخصيات المعروفة مثل مايكل فاراداي قدم محاضرات موجهة إلى الجمهور غير الخبراء، مثل «محاضرات عيد الميلاد» الشهيرة التي بدأت في عام 1825. شهد القرن العشرين مجموعات تأسست لوضع العلوم في سياق ثقافي أوسع نطاقا والسماح للعلماء بتوصيل معارفهم بالطريقة التي يمكن فهمها من قبل الجمهور بشكل عام. في المملكة المتحدة ، اأطلق تقريرا سمي (الفهم للعلوم) أو (تقرير بودمير) نشر في عام 1985م فيه «الجمعية الملكية» تغيير مدى الفهم العام للعلوم في المملكة المتحدة ومدى كفايتها للديمقراطية المتقدمة. يرأسها العالم بودمير والتر مع العلماء المشهورين مثل المذيع السيد ديفيد اتينبورو، يشهد التقريرعلى جميع القطاعات الرئيسية المعنية، العلماء والسياسيين والصحفيين والصانعين وليس الجمهور العام . واحدة من أهم الافتراضات المستمدة من التقرير أنه كان ينبغي من الجميع ان يفهم العلم، ينبغي الاخذ من سن مبكر من المدرسين المؤهلين تأهيلا كافيا في هذا المجال. طلب التقرير أيضا زيادة تغطية وسائل الاعلام للعلوم ، الصحف والتلفزيون والذي أدى إلى إنشاء منصات مثل «ثقة العلم فيغا». في كل من المملكة المتحدة والولايات المتحدة في عصر الحرب العالمية الثانية، والرضوخ لاراء الناس من العلماء من الثناء العظيم للاستياء. ولذلك، أبرز تقرير بودمير مخاوف الأوساط العلمية أن انسحابهم من المجتمع سيتسبب في أن يكون تمويل البحوث العلمية ضعيفاً .تشجيع بودميرللعلم بلغ أن أعرب للعلماء البريطانيين أنه من مسؤوليتهم نشر أبحاثهم. كانت نتيجة نشر التقرير إنشاء (اللجنة العامة لفهم العلم)، بالتعاون بين «الرابطة البريطانية» لتقدم العلوم والجمعية والؤسسة الملكية . بسبب المشاركة بين هذه المجتمعات الفردية لفهم جمهور العلوم وأخذ هذا الفهم على محمل الجد. اللجنة أنشطة تسمح لفهم الجمهور لتحتل هذه اللجنة الصدارة .نشر العلماء علمهم لغير الخبراء من أفراد المجتمع وأصبح الأوسع نطاقا وأدى إلى التحول الثقافي. على الرغم من أن (اللجنة العامة لفهم العلم) لم تعد موجودة في المملكة المتحدة إلا أن الولايات المتحدة اخذت تمول (منظمة أكاديمية العلوم الوطنية الأمريكية)  و (المؤسسة الوطنية للعلوم)، وأصبحت تركز على مشاريع العلوم الشعبية مثل (المقاهي العلمية والمهرجانات والمجلات والمخططات.